# Dansville (condado de Livingston, Nueva York)
Dansville es una villa ubicada en el condado de Livingston en el estado estadounidense de Nueva York. En el año 2000 tenía una población de 4,832 habitantes y una densidad poblacional de 786 personas por km².

## Demografía
Según la Oficina del Censo en 2000 los ingresos medios por hogar en la localidad eran de $32,903, y los ingresos medios por familia eran $41,519. Los hombres tenían unos ingresos medios de $31,699 frente a los $25,256 para las mujeres. La renta per cápita para la localidad era de $15,994. Alrededor del 17% de la población estaban por debajo del umbral de pobreza.